# Staatsstraße 2309

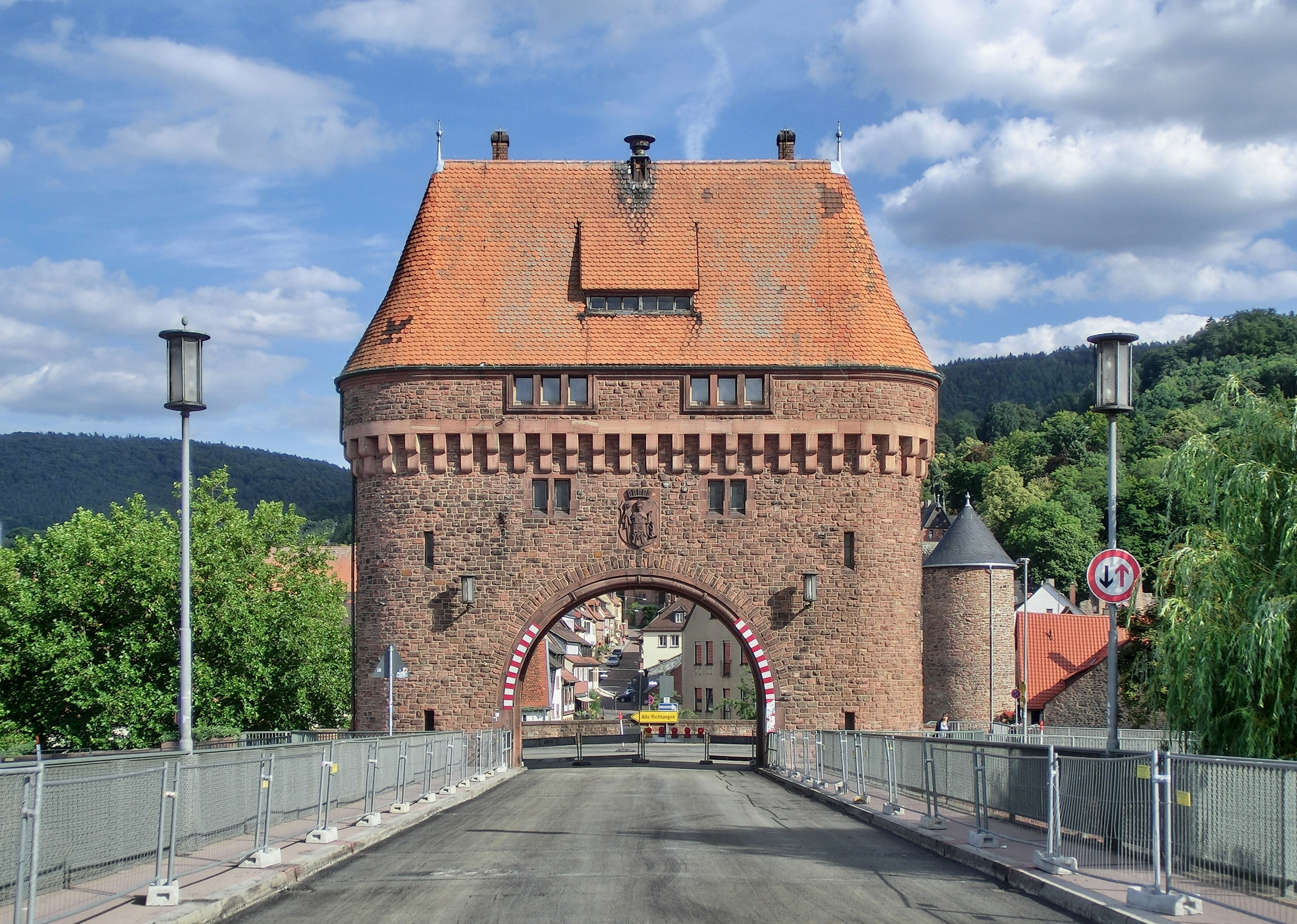
Die Staatsstraße 2309 in Miltenberg

Die Staatsstraße 2309 (Abkürzung: St 2309) ist eine 61 km lange Staatsstraße in den Landkreisen Aschaffenburg und Miltenberg in Unterfranken, die von Mömbris über Aschaffenburg nach Miltenberg als rechtsmainische Hauptverkehrsachse am bayerischen Untermain verläuft. Sie führt in Nord-Süd-Richtung, teilweise parallel zur am gegenüberliegenden Mainufer verlaufenden Bundesstraße 469, die sie in ihrer Funktion ergänzt. Die Staatsstraße 2309 stellt eine wichtige Verbindung von Mittelzentren zum Oberzentrum Aschaffenburg dar, nimmt in ihrer Sammelfunktion auch die Verkehre aus den östlichen Spessartgemeinden auf und leitet diese in Richtung Rhein-Main-Gebiet weiter.

## Geographie

### Verlauf
Sie beginnt im Kahlgrund im nordwestlichen Teil des Spessarts bei Mömbris an der St 2305. An der Heimbacher Mühle trifft sie auf die St 2443. Im weiteren Verlauf führt die Staatsstraße 2309 durch die Orte Reichenbach, Johannesberg und Oberafferbach, vorbei an Glattbach, nach Aschaffenburg, wo sie den Fluss Aschaff überquert.
Dort verläuft die Staatsstraße 2309 über Dyroffstraße, Schillerstraße, Burchardtstraße und Müllerstraße zur B 8 / B 26 und weiter über Luitpoldstraße, Landingstraße, Wermbachstraße, Schweinheimer Straße, Pestalozzistraße, Südbahnhofstraße zur Maintalstraße. Nach Durchquerung des Stadtteils Obernau entlang der Bahnstrecke Aschaffenburg–Miltenberg verlässt sie Aschaffenburg.
Die Staatsstraße 2309 führt dann auf der rechten Seite des Mains entlang der Bahnstrecke durch den Ort Sulzbach am Main, wo die St 2313 nach Niedernberg abzweigt. Durch das Dorf Kleinwallstadt erreicht die Staatsstraße 2309 Elsenfeld. Dort mündet die St 2308 ein und beide überqueren im gemeinsamen Streckenverlauf den Fluss Elsava.
Über Erlenbach am Main, Klingenberg am Main, Röllfeld, die Wüstung Grubingen und Großheubach verläuft die Staatsstraße 2309 weiter nach Miltenberg. Im Stadtgebiet ist der Straßenverlauf geteilt. Die ältere Strecke passiert über die alte Mainbrücke den Main und führt an der Promenade durch die nördliche Altstadt. Die neue Staatsstraße (St 2309n) führt durch einen Tunnel, überquert den Fluss über die neue Mainbrücke, die Martinsbrücke, und trifft im Gemeindegebiet von Bürgstadt wieder auf die alte Strecke. Danach erreicht die Staatsstraße 2309 über die „Wenschdorfer Steige“ den nordöstlichen Odenwald. Bei Geisenhof geht sie an der Landesgrenze zu Baden-Württemberg in die Landesstraße 518 über, die dann weiter nach Walldürn verläuft.
Die Staatsstraße 2309 führt durch bebaute Flächen, Wiesen und Felder sowie durch Waldgebiete.

### Überquerte Gewässer
Die Staatsstraße 2309 überquert folgende Fließgewässer (von Nord nach Süd):
| - Heimbach - Hohlenbach - Reichenbach - Aschaff - Röderbach | - Hensbach - Altenbach - Sulzbach - Fohresgraben - Neuer Graben | - Elsava - Seltenbach - Röllbach - Heubach - Main - Stephleinsgraben |

## Topographie
Die Staatsstraße 2309 überwindet auf ihrem gesamten Verlauf etwa ± 1100 Höhenmeter. Der topographisch niedrigste Punkt des Streckenverlaufes liegt mit 112 m ü. NHN in der Unterführung der Maintalbahn nördlich von Obernau. Der höchste befindet sich mit 458 m ü. NHN westlich von Wenschdorf.

## Geschichte
1959 wurde die Ostmauer des Friedhofs der Wüstung Grubingen nach Westen verschoben um Platz für die Staatsstraße 2309 zu machen.

### Früherer Streckenverlauf
- 2011 wurde die Ortsumgehung Obernau eröffnet. Die Staatsstraße 2309 führt seitdem nicht mehr durch den Ortskern.[6]
- Bis zur Fertigstellung der Ortsumgehung Elsenfeld verlief die Staatsstraße 2309 durch den Ort.

### Planungen
- Für Sulzbach am Main ist eine Ortsumgehung am Bahndamm der Maintalbahn geplant.[7]
- Bei Kleinwallstadt soll die Staatsstraße 2309 von der Ortsumgehung Elsenfeld auf die andere Mainseite auf die Bundesstraße 469 führen, um den Verkehr in Kleinwallstadt zu entlasten.

## Sehenswürdigkeiten

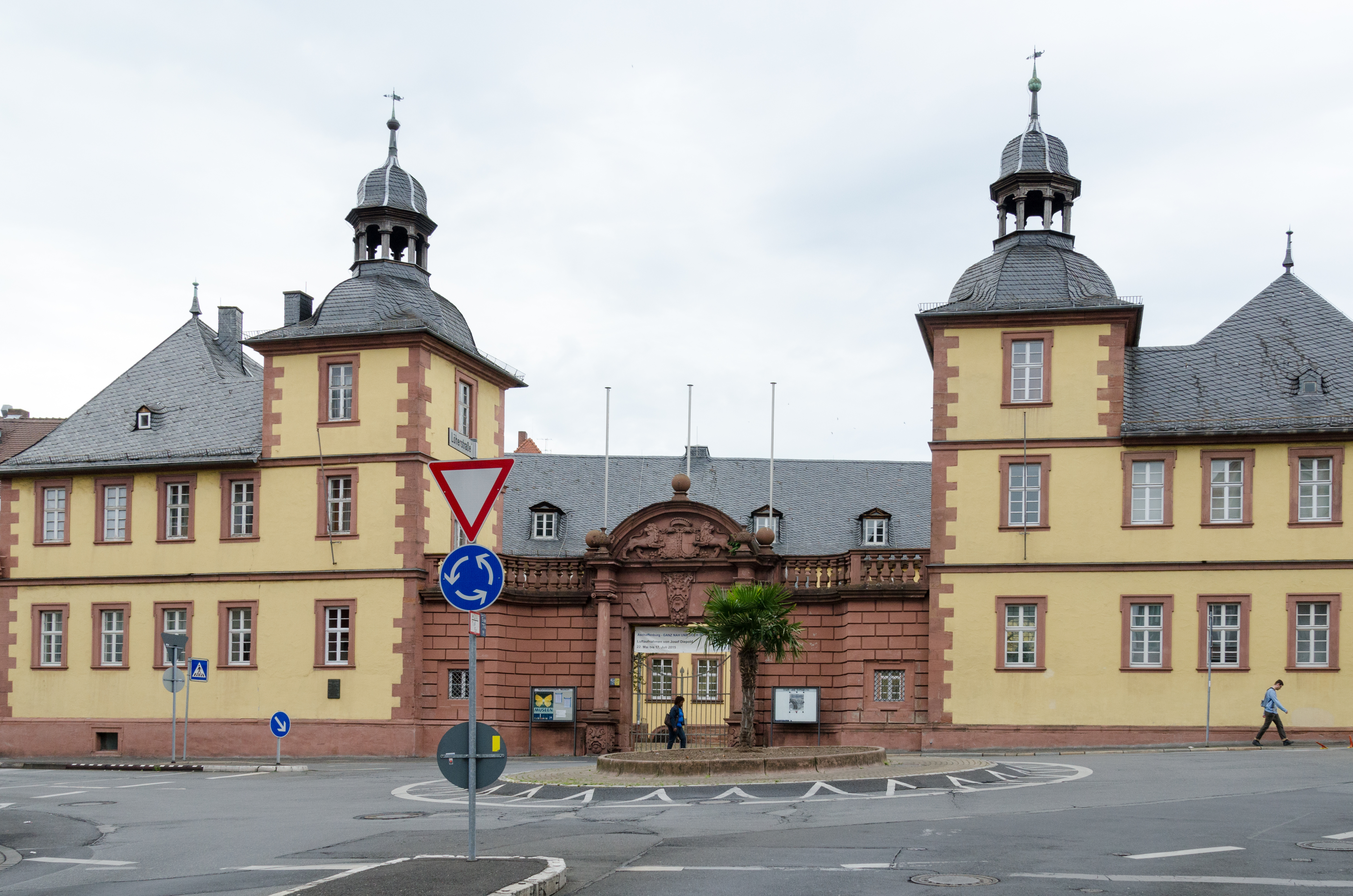
Die Staatsstraße 2309 am Schönborner Hof in Aschaffenburg

Direkt an der Staatsstraße 2309 liegen ungefähr 15 Bodendenkmäler und 90 Baudenkmäler. Folgende Liste enthält eine Auswahl davon:
- Katholische Pfarrkirche St. Johannes Enthauptung in Johannesberg
- Schönborner Hof in Aschaffenburg
- Ortsbefestigung von Sulzbach am Main
- Ortsbefestigung von Kleinwallstadt
- Historisches Rathaus von Großheubach
- Mainbrücke Miltenberg
- Limes bei Miltenberg
- Friedhof und ehemaliges Ortsgebiet der ca. 1630 wegen einer Pest-Epidemie aufgegebenen Ortschaft Grubingen mit der 1778 abgerissenen Kirche St. Michaelis.[9][10]